# Terrada Point
Der Terrada Point (in Argentinien Cabo Terrada) ist eine Landspitze der Brabant-Insel im Palmer-Archipel westlich der Antarktischen Halbinsel. Sie bildet die nordöstliche Begrenzung der Einfahrt zur Buls-Bucht.
Teilnehmer der Belgica-Expedition (1897–1899) unter der Leitung des belgischen Polarforschers Adrien de Gerlache de Gomery kartierten sie grob. Argentinische Wissenschaftler nahmen 1954 eine detaillierte Kartierung und 1978 auch die Benennung vor. Namensgeber ist der argentinische General Juan Florencio Terrada (1782–1824), der an der Abwehr der Britischen Invasionen am Río de la Plata (1806/07) und am Argentinischen Unabhängigkeitskrieg (1810–1818) beteiligt war. Das UK Antarctic Place-Names Committee übertrug die Benennung 1986 in angepasster Form ins Englische.